# Иселбург
Иселбург (њем. Isselburg) град је у њемачкој савезној држави Северна Рајна-Вестфалија. Једно је од 17 општинских средишта округа Боркен. Према процјени из 2010. у граду је живјело 11.286 становника. Посједује регионалну шифру (AGS) 5554032.

## Географски и демографски подаци
Иселбург се налази у савезној држави Северна Рајна-Вестфалија у округу Боркен. Град се налази на надморској висини од 17 метара. Површина општине износи 42,7 km². У самом граду је, према процјени из 2010. године, живјело 11.286 становника. Просјечна густина становништва износи 264 становника/km².